# Randauer Baggerloch
Das Randauer Baggerloch ist ein See westlich von Randau auf dem Gebiet der Stadt Magdeburg.
Das Randauer Baggerloch befindet sich inmitten der rechtselbisch gelegenen Elbwiesen. Etwas östlich des Sees verläuft der Elbdeich, so dass bei einem Hochwasser der Elbe auch das Randauer Baggerloch und seine Umgebung vom Hochwasser betroffen sind. Westlich des Sees verläuft ein Feldweg über den die Fähre Westerhüsen zu erreichen ist. Östlich verläuft ein Feldweg nach Randau.

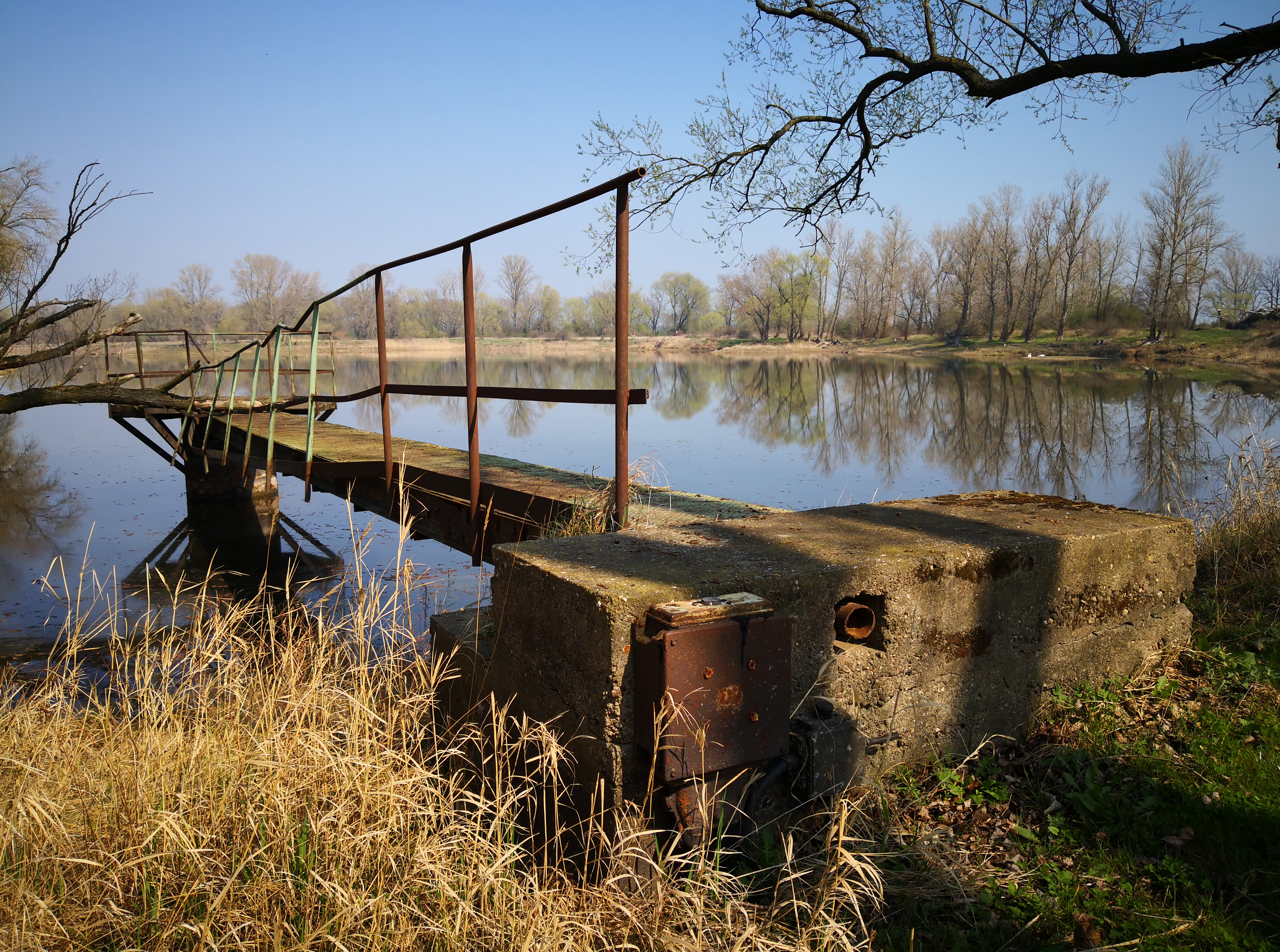
April 2019

Der See entstand durch Kiesabbau, der jedoch schon Mitte des 20. Jahrhunderts eingestellt war. Obwohl der See über keine ausgewiesene Badestelle oder sonstige Bewirtschaftung verfügt, wird er als Badesee genutzt. Die größte Länge des Sees beträgt von Nordwest nach Südost etwa 380 Meter, die Breite des Sees in Ost-West-Richtung beträgt an der breitesten Stelle etwa 150 Meter. In der Mitte des Sees befindet sich eine kleine Insel. Das Randauer Baggerloch ist von Bäumen gesäumt. Um das Südufer herum befindet sich ein kleines Waldstück, dessen Bestand durch die Stürme und Trockenheit der letzten Jahre weniger geworden ist.
In den letzten Jahren sind Überflutungen des Randauer Baggerlochs und der Umgebung durch Frühjahrshochwasser (Schneeschmelze) und andere Hochwasserereignisse aufgrund zu geringer Niederschläge in den Einzugsgebieten der Elbe, welche sich in etwa 200 Metern Entfernung befindet, ausgeblieben.
Der See ist auch Lebensraum geschützter Tier- und Pflanzenarten. So wurde hier das Vorkommen des Moorfroschs beobachtet.